# Rocchetta Nervina
Rocchetta Nervina (im Ligurischen: A Ruchétta) ist eine norditalienische Gemeinde mit 284 Einwohnern (Stand 31. Dezember 2023) in der Region Ligurien, politisch gehört sie zur Provinz Imperia.

## Geographie
Das mittelalterliche Dorf Rocchetta Nervina liegt am Hang des Monte Terca, in der Nähe der Mündung des Rio Oggia in die Barbaira im Val Nervia. Die Barbaira hat oberhalb des Ortes mehrere Wasserbecken unterschiedlicher Größe geschaffen, die "Laghetti di Rocchetta Nervina". Die Distanz zur Küste des Ligurischen Meers beträgt circa 13 Kilometer. Diese Lage im Hinterland von Ventimiglia verschafft Rocchetta Nervina ein weitestgehend konstant mildes Klima im Jahresverlauf.
Auf dem Territorium von Rocchetta Nervina befindet sich der Kreuzungspunkt des Ligurischen Höhenwegs mit dem Wanderweg Sentiero Balcone. Dieser verbindet Sanremo mit Nizza und Menton.
Die Gemeinde gehört zu der Comunità Montana Intemelia und ist circa 53 Kilometer von der Provinzhauptstadt Imperia entfernt.
Nach der italienischen Klassifizierung bezüglich seismischer Aktivität wurde die Gemeinde der Zone 3 zugeordnet. Das bedeutet, dass sich Rocchetta Nervina in einer seismisch wenig aktiven Zone befindet.

## Klima
Die Gemeinde wird unter Klimakategorie D klassifiziert, da die Gradtagzahl einen Wert von 1606 besitzt. Das heißt, die in Italien gesetzlich geregelte Heizperiode liegt zwischen dem 1. November und dem 15. April für jeweils 12 Stunden pro Tag.

## Kulinarische Spezialitäten
In der Umgebung wird auch der einzig nennenswerte DOC-Rotwein Liguriens angebaut – der Rossese di Dolceacqua.